# レン高原
レン高原（レンこうげん、Leng）はクトゥルフ神話に登場する架空の土地。
正確な所在地が「よくわからない」という特徴がある。

## 概要
初出はハワード・フィリップス・ラヴクラフト著『未知なるカダスを夢に求めて』。
レン高原はカダス同様正確な位置が不明な土地だが、ドリームランドでレン高原の詳細がわかる。ドリームランドのレン高原の特徴は灰色の荒涼とした土地で、亜人種レン人とムーンビーストが住む。またナイアーラトテップの神官が1人いるだけの修道院がある。
『ネクロノミコン』にはレン高原の正確な所在地は書かれていないが、レン高原の中にカダスが存在すると言われている。
レン高原の所在については、諸説ありネクロノミコンでは中央アジアの高原モンゴル近くに位置するとされ、一方で南極にある未知の山脈に位置するという説もある。また地球ではない別の惑星にあるという説。さらに銀の鍵の門という異次元の向こう側にあるという説。
ラヴクラフトの小説でレン高原は、2度登場する。ひとつが中央アジア、モンゴル高原にあるという設定。もうひとつが夢の国ドリームランドにあるという設定である。ネクロノミコンによればアザトースが降臨する場所であると指摘されている。
レン高原の位置は曖昧でありながらアジア説があり、またクトゥルフ神話においてはアジアにツァン高原とスン高原という土地も存在することになっている。リン・カーターは、『墳墓に棲みつくもの』でこれら3高原を結びつけている。

## 登場作品
- 魔犬：ハワード・フィリップス・ラヴクラフト
- 未知なるカダスを夢に求めて：ハワード・フィリップス・ラヴクラフト
- 狂気の山脈にて：ハワード・フィリップス・ラヴクラフト